# Le comte Ory
Le comte Ory (dt.: Der Graf Ory) ist eine komische Oper in zwei Akten von Gioachino Rossini. Das Libretto haben Eugène Scribe und Charles-Gaspard Delestre-Poirson auf Grundlage des Vaudeville-Stücks Le comte Orry et les nonnes de Farmoutier verfasst. Das Werk wurde am 20. August 1828 an der Opéra in Paris uraufgeführt und ist die vorletzte Oper Rossinis.

## Handlung

### Erster Akt
Eine ländliche Gegend
Im Hintergrund links das Schloss von Formoutiers mit einer Zugbrücke. Auf der rechten Seite Baumgruppen, hinter denen der Zugang zu einer Einsiedelei zu sehen ist.
Szene 1–3. Der liebestolle Graf Ory hat es auf die schöne verwitwete Gräfin Adèle abgesehen. Diese hat sich mit ihren Damen in ihrem Schloss Formoutiers verschanzt (Introduktion: „Jouvencelles, venez vite“). Ihre Männer sind als Kreuzritter in den Krieg gezogen, und die Damen haben ein Gelübde abgelegt, bis zur Rückkehr der Männer absolut keusch zu bleiben. Ory versucht es zuerst als Eremit und empfängt zusammen mit seinem Freund Raimbaud vor seiner Klause die Bauern, Bäuerinnen und Bauernmädchen des Dorfes und deren Spenden. Den Mädchen, unter ihnen Alice, verrät er, wen sie dereinst heiraten werden. Hinzu kommt Ragonde, die Pförtnerin von Formoutiers, die den Eremiten bittet, auch ihre Herrin zu empfangen. Diese sei traurig, weil ihr Bruder ebenfalls auf dem Kreuzzug sei, und der Eremit möge sie von dieser Traurigkeit befreien. Er beantwortet in der Klause dann auch diskretere Fragen der Mädchen. Der Rest der Menge geht ab.
Szene 4–7. Nun tritt Isolier (Hosenrolle) auf, der Page des Grafen, mit dessen Erzieher. Diesem wurde vom Herzog befohlen, seinen Sohn Ory, der den väterlichen Hof vor acht Tagen ohne Erlaubnis verlassen hat, wieder heimzubringen (Arie: „Veiller sans cesse“). Der Page ist der Cousin der Gräfin und ebenfalls in sie verliebt. Als die Mädchen aus der Klause zurückkommen und den heiligen Mann preisen, der seit acht Tagen hier sei, schöpft Isolier Verdacht, dass es sich um den Grafen handle. Alice erzählt dem Erzieher, dass auch die Gräfin den Eremiten besuchen werde. Isolier bittet darauf den Eremiten, ihm zu helfen, den Stolz der geliebten, tugendhaften Frau zu überwinden (Duett: „Une dame de haut parage“). Er plane, sich als Pilger zu verkleiden, um sich Eintritt ins Schloss zu verschaffen. Ory eignet sich diese Idee sogleich an.
Szene 8–9. Die Gräfin, begleitet von Ragonde, kommt zur Klause, wo sie überrascht ist, Isolier zu sehen (Arie: „En proie à la tristesse“). Der Eremit bezeichnet den Eid der Gräfin, in ewiger Witwenschaft zu leben, als Ursache ihres Leidens und befreit sie von diesem Eid. Sie dankt ihm dafür, und Isolier sieht seine Chance gekommen, sich der Gräfin zu nähern. Der Eremit aber warnt sie vor Isolier, dieser sei der Page des berüchtigten Grafen Ory. Als die Gräfin den Eremiten zum Schloss führen will, erscheint der Erzieher mitsamt dem ritterlichen Gefolge. Er erkennt erst Raimbaud und dann Ory sofort, und dieser gibt zu, selbst der Graf zu sein. Die Frauen sind entsetzt, und der Graf ist wütend, dass der Erzieher seinen Plan vereitelt hat (Finale I: „Ciel! Ô terreur! ô peine extrême“). Ragonde übergibt der Gräfin einen Brief des Herzogs, diese liest ihn vor: Der Kreuzzug sei zu Ende, und die Kreuzfahrer würden in zwei Tagen heimkehren. Der Graf sagt sich, so bleibe ihm noch ein Tag, um zu seinem Ziel zu kommen.

### Zweiter Akt
Das Schlafzimmer der Gräfin

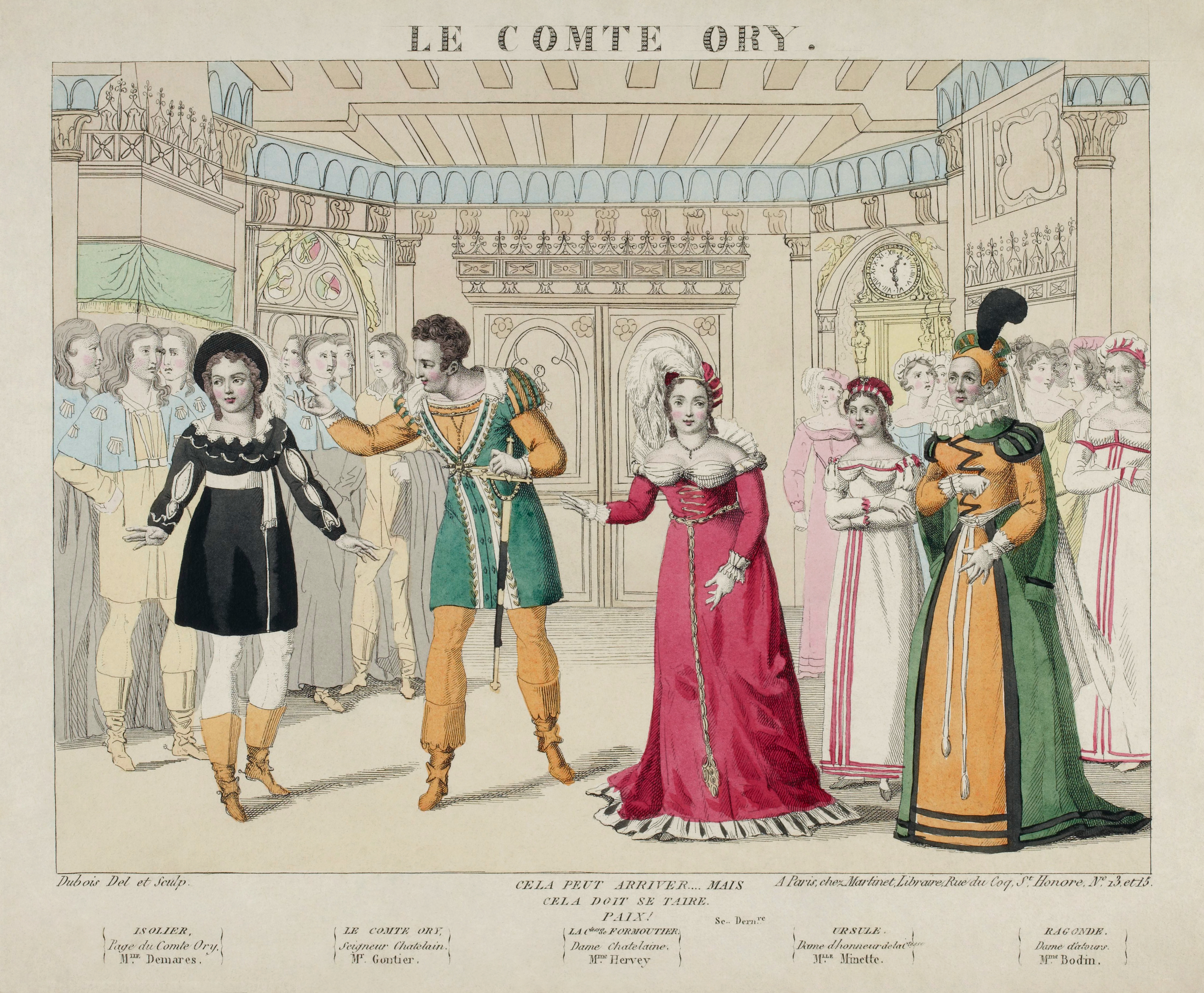
Szenenbild der letzten Szenen der Oper, um 1830

Zwei Seitentüren, eine Tür im Hintergrund. Links ein Ruhebett und ein Tisch, auf dem eine Lampe brennt. Rechts ein Fensterkreuz.
Szene 1–2. Die Gräfin sitzt im Schloss mit ihren Damen und bestickt einen Schal, auch die Damen machen Handarbeiten. Sie empören sich über die Frechheit, mit der sich Ory als heiliger Mann ausgegeben hat (Introduktion: „Dans ce séjour calme et tranquille“). Es naht ein heftiges Unwetter, das schließlich mit großer Gewalt losbricht. Man hört hinter der Szene Stimmen von Menschen, die im Schloss Zuflucht suchen, bei denen es sich in Wirklichkeit um den Grafen Ory, seine Ritter, den Erzieher und Raimbaud handelt. Sie haben sich als Pilgerinnen verkleidet und bitten mit verstellten Stimmen um Einlass; sie seien vor dem Grafen und seinem Gefolge auf der Flucht.
Szene 3–5. Die Anführerin der „Pilgerinnen“, in Wirklichkeit Graf Ory, bittet um ein Gespräch mit der Gräfin (Duett: „Ah! quel respect, Madame“). Die Gräfin reagiert überrascht, als die Pilgerin stürmisch ihre Hände küsst. Als die anderen Pilgerinnen hinzukommen, stellt sie der Graf als seine „Brüder“ vor und kann den Versprecher gerade noch korrigieren. Als die Männer allein sind, freuen sie sich über den geglückten Streich (Chor der Ritter: „Ah! la bonne folie!“). Nur Wein fehlt für ein Gelage. Da kommt Raimbaud mit einem Korb Weinflaschen herein. Er hat den Weinkeller des Besitzers gefunden. Beredt erzählt er von seinem gefährlichen Coup, seine Beute mitzubringen (Arie: „Dans ce lieu solitaire“ – Chor der Ritter: „Buvons, buvons soudain“).
Szene 6–8. Ragonde kommt, um sicherzugehen, dass den „Pilgerinnen“ nichts fehle. Diese verstecken die Flaschen rasch unter ihren Umhängen und geben sich wieder als dankbare, fromme Pilgerinnen. Auf Geheiß der Gräfin ziehen sie sich schließlich in ihre Schlafgemächer zurück.
Szene 9. Nun erscheint Isolier vor dem Schloss. Er verschafft sich Zutritt, indem er eine wichtige Nachricht zu überbringen habe: dass die Kreuzritter um Mitternacht heimkehrten und ihre Frauen überraschen wollten. Der Herzog habe aber befohlen, die Frauen rechtzeitig zu benachrichtigen, damit die Überraschung nicht vielleicht doch zu plötzlich ausfalle. Isolier klärt die Damen darüber auf, dass es sich bei den Pilgerinnen um niemand anders als den Grafen Ory und sein Gefolge handle. Die Damen sind entsetzt und rennen auseinander.
Szene 10. Isolier warnt die Gräfin vor Ory und legt zur Tarnung deren Schleier an (Terzett: „A la faveur de cette nuit obscure“). Beide nehmen in der Dunkelheit auf dem Sofa Platz. Ory tritt hinzu und antwortet auf die Frage, wer da sei: „Schwester Colette“. Er nimmt die Hand Isoliers, in der Meinung, es sei die Gräfin, presst sie an sein Herz, fällt auf die Knie und erklärt ihr seine Liebe. Eine Glocke und Trompeten ertönen, die Damen stürzen mit Fackeln ins Zimmer. Jetzt sieht Ory seinen Irrtum und droht Isolier. Der aber sagt, auch der Herzog, der Vater des Grafen, sei zurückgekehrt. Dessen Zorn werde ihn treffen, und die Gefährten und Ritter des Grafen würden im Gefängnis landen.
Szene 11. Isolier öffnet eine Geheimtür, so dass der Graf und seine Kumpane sich unbemerkt entfernen können. Der Herzog und die Kreuzritter mit dem Bruder der Gräfin treten ein, die Damen stürzen ihren Männern in die Arme, die Gräfin ihrem Bruder. Dieser umarmt Isolier. Die Oper endet mit einer Hymne auf die Ritter, deren ruhmreiche Taten und auf die Macht der Liebe (Finale II: „Écoutez ces chants de victoire“).

## Gestaltung

### Instrumentation
Die Orchesterbesetzung der Oper enthält die folgenden Instrumente:
- Holzbläser: Piccoloflöte, zwei Flöten, zwei Oboen, zwei Klarinetten, zwei Fagotte
- Blechbläser: vier Hörner, zwei Trompeten, drei Posaunen
- Pauken, Schlagwerk (Große Trommel, Becken, Triangel)
- Streicher: Violine 1, Violine 2, Bratschen, Violoncelli, Kontrabässe

### Musiknummern
Die Oper enthält die folgenden Musiknummern:
- Ouvertüre

Erster Akt
- Nr. 1. Introduktion: „Jouvencelles, venez vite“ (Szene 1)
  - Rezitativ
- Nr. 2. Arie (Gouverneur): „Veiller sans cesse“ (Szene 4)
  - Rezitativ
- Nr. 3. Duett (Isolier, Ory): „Une dame de haut parage“ (Szene 7)
  - Marsch und Rezitativ
- Nr. 4. Arie (Gräfin): „En proie à la tristesse“ (Szene 8)
  - Rezitativ
- Nr. 5. Finale I: „Ciel! Ô terreur! ô peine extrême“ (Szene 9)

Zweiter Akt
- Nr. 6. Introduktion: „Dans ce séjour calme et tranquille“ (Szene 1)
  - Rezitativ
- Nr. 7. Duett (Gräfin, Ory): „Ah! quel respect, Madame“ (Szene 3)
  - Rezitativ
- Nr. 8. Chor der Ritter: „Ah! la bonne folie!“ (Szene 4)
  - Rezitativ
- Nr. 9. Arie (Raimbaud): „Dans ce lieu solitaire“ (Szene 5)
  - Rezitativ
- Nr. 10. Chor der Ritter: „Buvons, buvons soudain“ (Szene 5)
  - Rezitativ
- Nr. 11. Terzett (Gräfin, Isolier, Graf): „A la faveur de cette nuit obscure“ (Szene 10)
- Nr. 12. Finale II: „Écoutez ces chants de victoire“ (Szene 11)

### Übernahmen ausIl viaggio a Reims
Die folgenden Nummern übernahm Rossini aus Il viaggio a Reims::282
| Il viaggio a Reims                                                              | Le comte Ory |
| ------------------------------------------------------------------------------- | --- |
| Nr. 1: Introduktion „Presto, presto“ (Maddalena, Chor), G-Dur, 558 Takte        | Nr. 2 (1. Akt): Introduktion „Jouvencelles, venez vite“ (Raimbaud, Alice, Chor) G-Dur, 625 Takte                                               |
| Nr. 2: „Partir, o ciel“ (Gräfin), Es-Dur, 246 Takte                             | Nr. 4 (1. Akt): „En proie à la tristesse“ (Gräfin, Chor) G-Dur, 227 Takte                                                                      |
| Nr. 5: „Nel suo divin sembiante“ (Corinna, Cavaliere Belfiore) A-Dur, 324 Takte | Nr. 7 (2. Akt): „Ah quel respect, madame“ (Gräfin, Ory) A-Dur, 292 Takte                                                                       |
| Nr. 6: „Medaglie incomparabili“ (Don Profondo) Es-Dur, 309 Takte                | Nr. 9 (2. Akt): „Dans ce lieu solitaire“ (Raimbaud), Es-Dur, 292 Takte                                                                         |
| Nr. 7: Gran pezzo concertato a 14 voci A-Dur, 450 Takte                         | Nr. 5 Finale (1. Akt): „Ciel! Ô terreur, ô peine extrême!“ (Gräfin, Ory, Isolier, Raimbaud, Ragonde, Alice, Gouverneur, Chor) A-Dur, 449 Takte |

## Werkgeschichte

### Entstehung
Rossini suchte eine Möglichkeit, einzelne Nummern aus seiner anlässlich der Krönung von König Karl X. geschriebenen Gelegenheitsoper Il viaggio a Reims (1825) in einer vom Anlass unabhängigen Oper verwenden zu können. Scribe und Delestre-Poirson stellten ihm ein Vaudeville-Stück vor, das in das Libretto des zweiten Aktes con Le comte Ory eingegangen ist. Etwa die Hälfte der Partitur konnte aus Il viaggio übernommen werden, der Rest wurde neu komponiert; im ersten Akt nur eine Nummer, während im zweiten Akt nur das Duett Adèle/Ory und die Arie Raimbauds übernommen wurden. Allerdings erfuhren auch die übernommenen Teile starke Veränderungen und Anpassungen, unter anderem auch eine deutliche Verringerung der Personenzahl. Von einem bloßen Neuaufguss kann jedenfalls keine Rede sein: „… Rossini nutzte seine neue Meisterschaft im Umgang mit der französischen Rezitativ- und Ensemblebehandlung, um die Komödie zu einem vollgültigen, in jedem Detail geschliffenen Meisterstück zu machen …“:449
Entsprechend den Gepflogenheiten der Pariser Oper verzichtete Rossini auf gesprochene Dialoge und entwickelte durchkomponierte Szenen. Rossini behandelte die Einzelnummern aus Il viaggio hier im Sinne seiner „ernsten“ französischen Opern wie Moïse et Pharaon (1827). „Das musikdramatische Ergebnis ist in der Operngeschichte einzigartig: eine untrennbare Verbindung aus italienischer Verve in der Melodieerfindung und gallischem Charme, aus Übermut und ‚sensibilité‘ …“:450

### Aufführungsgeschichte
Die Uraufführung von Le comte Ory erfolgte am 20. August 1828 unter der musikalischen Leitung von François-Antoine Habeneck im Salle Le Peletier der Opéra. Es sangen Laure Cinti-Damoreau (Comtesse Adèle), Constance Jawureck (Isolier), Mlle Mori (Ragonde), Adolphe Nourrit (Comte Ory), Henry-Bernard Dabadie (Raimbaut) und Nicholas-Prosper Levasseur (Gouverneur).:437

Kostüme der Uraufführung von 1828
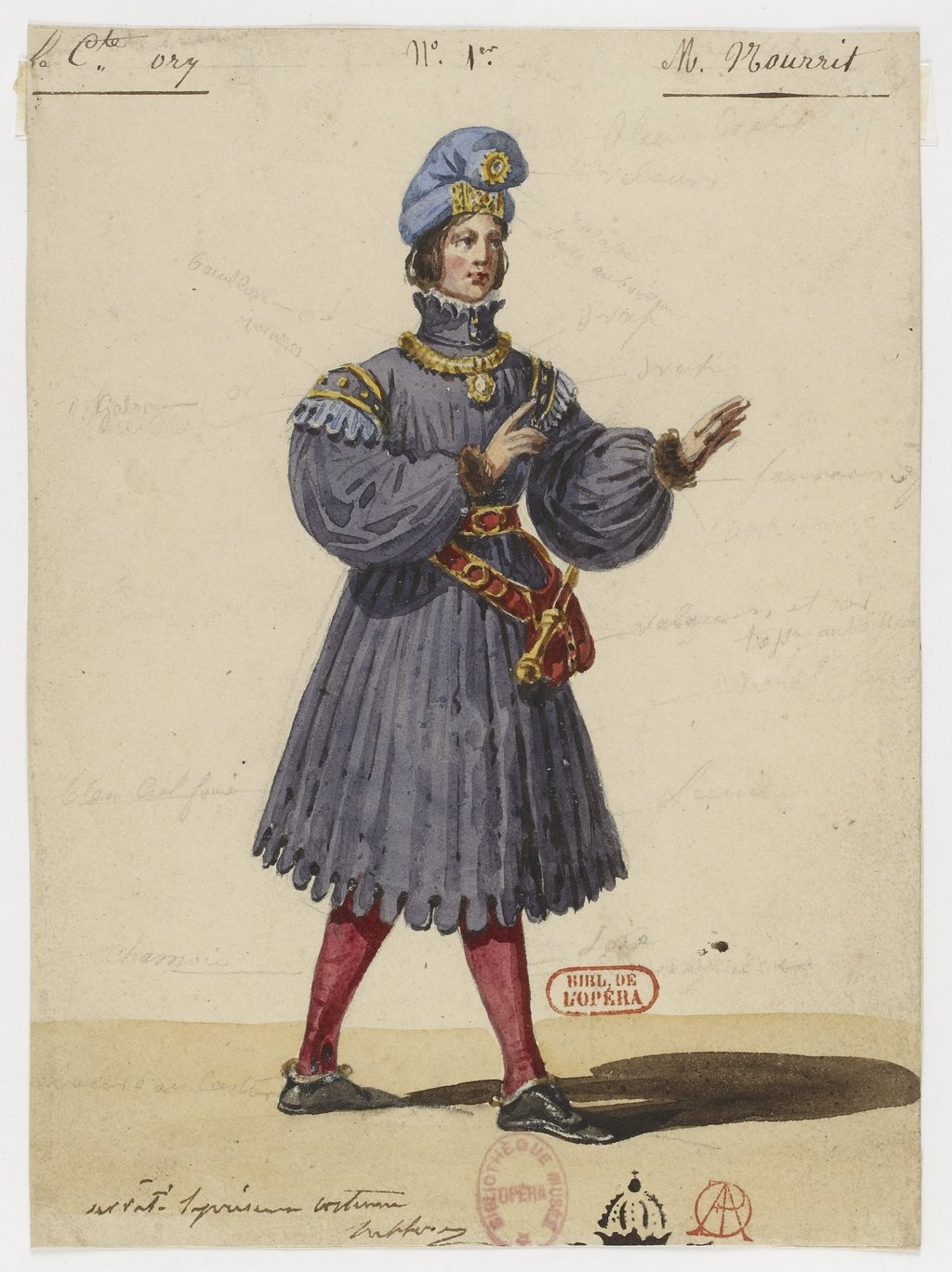
Le comte Ory (Adolphe Nourrit)
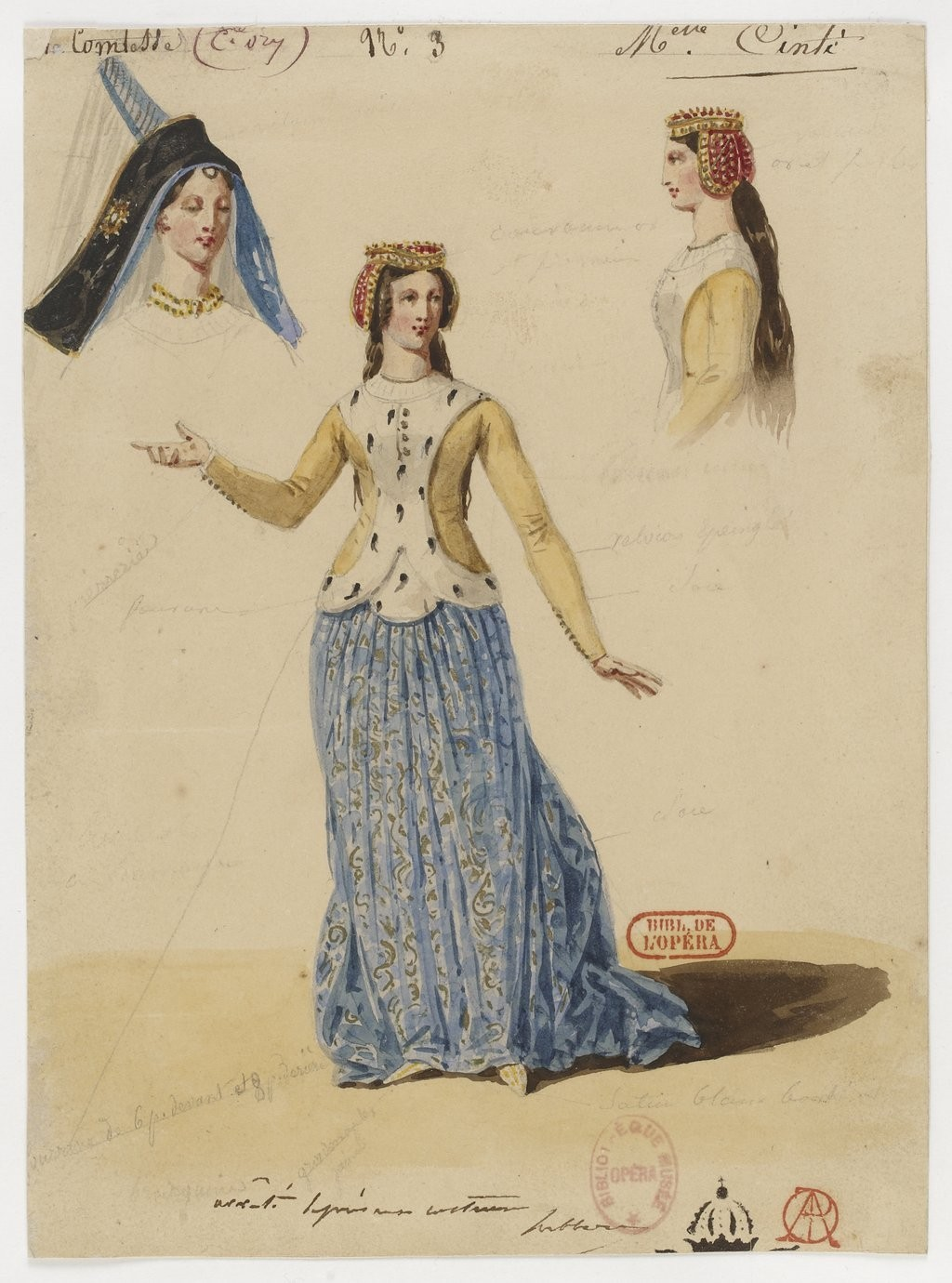
La comtesse (Laure Cinti-Damoreau)
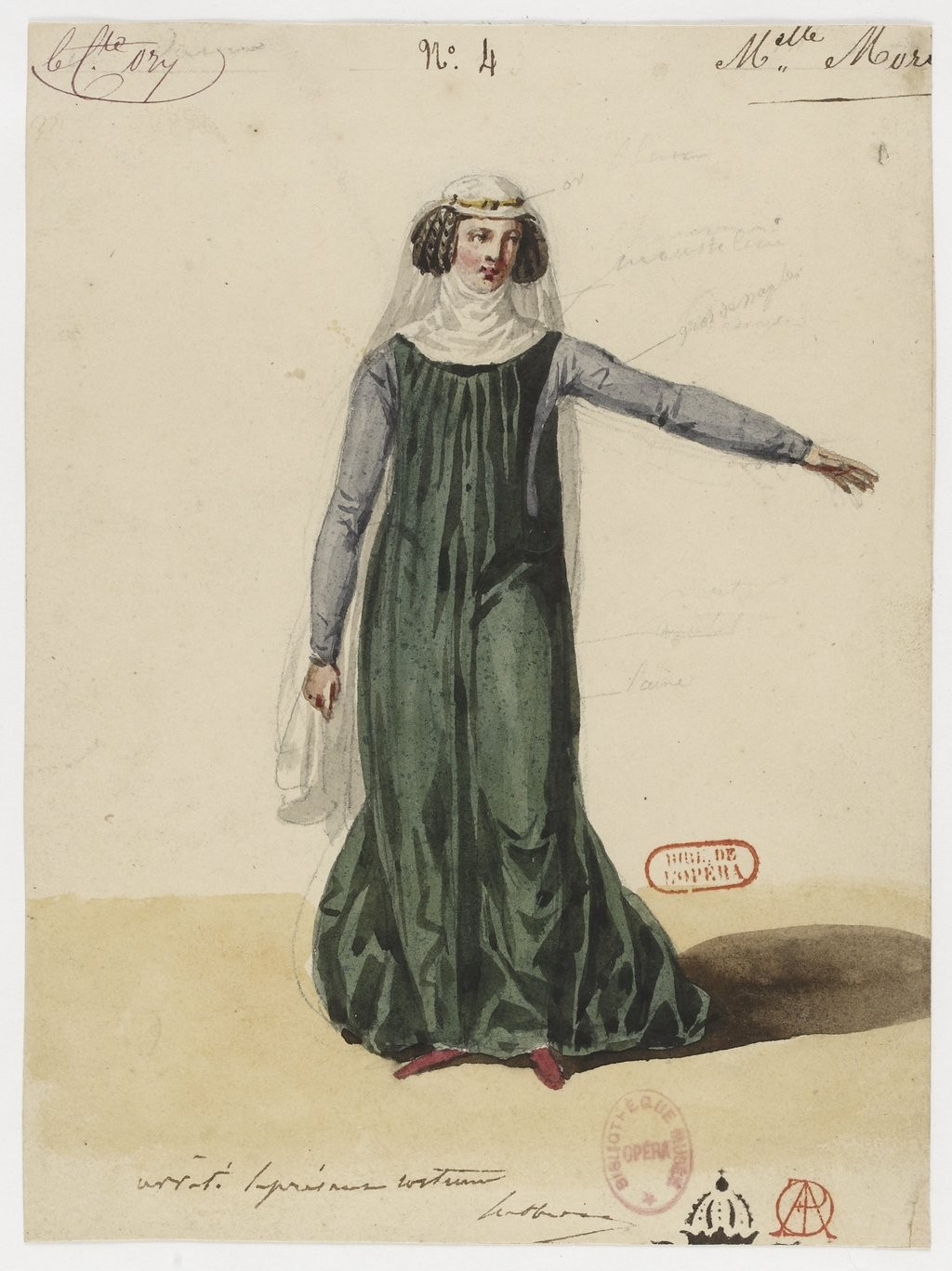
Ragonde (Mlle Mori)
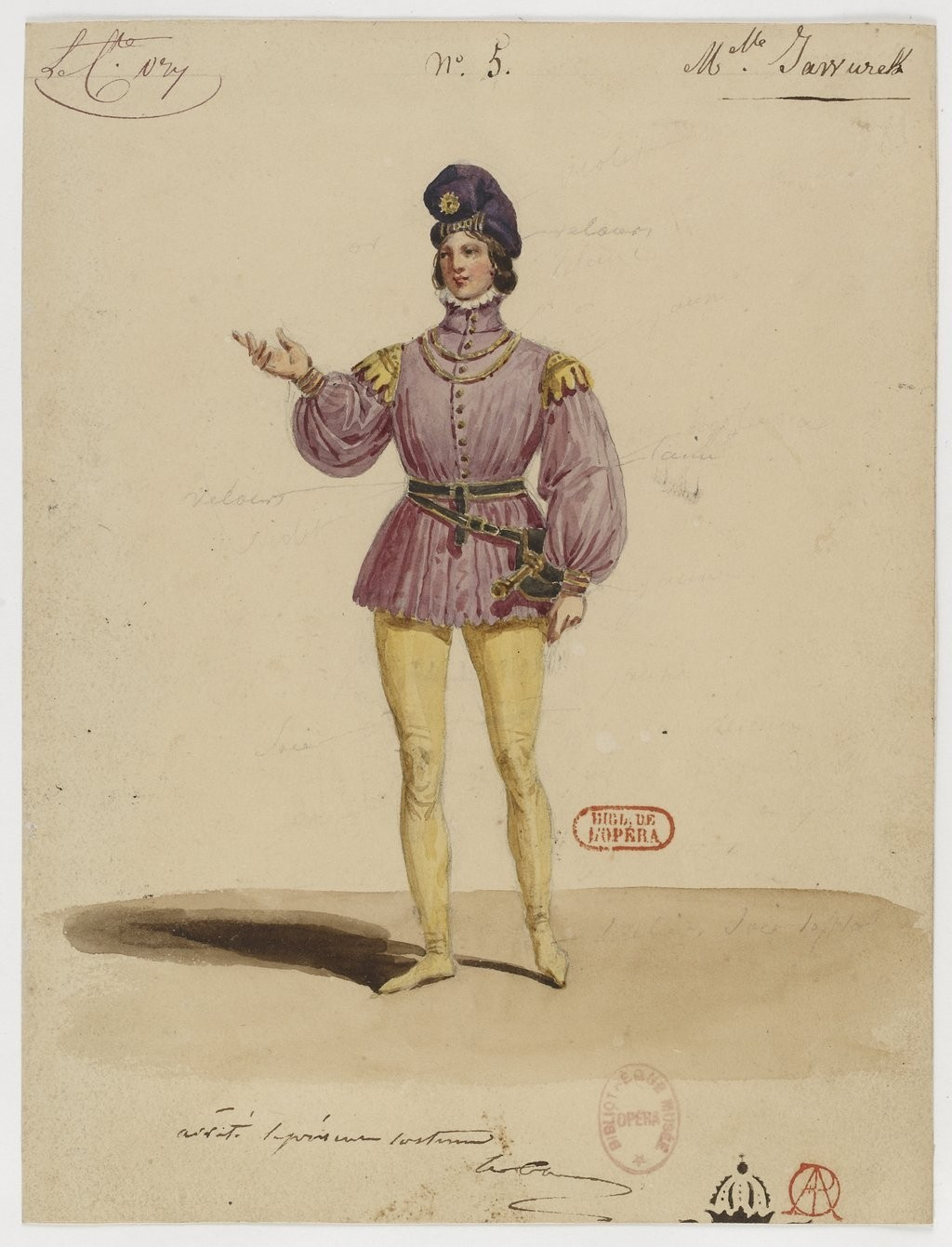
Isolier (Constance Jawureck)

Die Aufführung war ein enthusiastisch gefeierter Triumph.:452 Im ersten Jahr gab es 60 Aufführungen, und die Oper hielt sich dort zwanzig Jahre im Repertoire. 1853 gab es eine Neueinstudierung, die zuerst zu Ehren der Hochzeit von Napoleon III. und Eugénie aufgeführt wurde. Im 19. Jahrhundert wurde die Oper dort letztmals 1884 gegeben.:187f Sie wurde zunächst auch auf anderen europäischen Bühnen gespielt, so 1829 in Berlin und ab 1830 in italienischer Sprache auch in Italien.

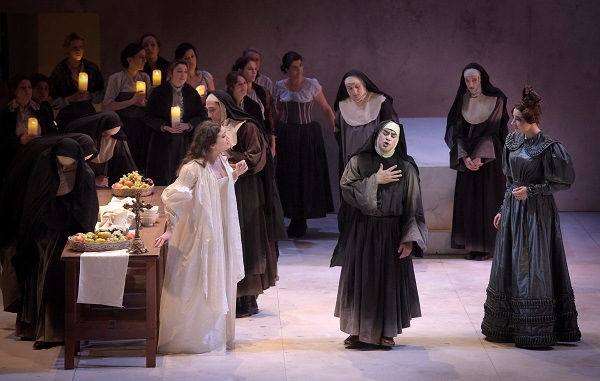
Szenenfoto einer Produktion der Opéra-Comique in Paris 2027

Im 20. Jahrhundert geriet die Oper wie viele andere Rossini-Opern in Vergessenheit. Erst 1952 wurde das Werk im Rahmen des Maggio Musicale Fiorentino wieder aufgeführt (mit Sári Barabás als Adèle, Giulietta Simionato als Isolier, Nicola Monti als Ory und Renato Capecchi als Erzieher). Seither gibt es regelmäßig, wenn auch eher vereinzelt Neuinszenierungen; 2011 wurde die Oper in Genf, Zürich (Erstaufführung der kritischen Neuausgabe) und an der New Yorker Met inszeniert (DVD-Mitschnitt verfügbar), 2014 an der Scala sowie 2015 im Opernstudio der Bayerischen Staatsoper im Cuvilliéstheater in der Regie von Marcus H. Rosenmüller.

## Aufnahmen
Le comte Ory ist vielfach auf Tonträger erschienen. Operadis nennt 15 Aufnahmen im Zeitraum von 1956 bis 2006. Daher werden im Folgenden nur die in Fachzeitschriften, Opernführern oder Ähnlichem besonders ausgezeichneten oder aus anderen Gründen nachvollziehbar erwähnenswerten Aufnahmen aufgeführt.
- August 1956 (erste bekannte Aufnahme, gekürzt; Gramophone: „ought by rights to have had a place in EMI’s Great Recordings of the Century series“[10]): Vittorio Gui (Dirigent), Orchester und Chor der Glyndebourne Festival Opera. Juan Oncina (Comte Ory), Ian Wallace (Gouverneur), Cora Canne-Meijer (Isolier), Michel Roux (Raimbaud), Sári Barabás (Comtesse Adèle), Monica Sinclair (Ragonde), Jeannette Sinclair (Alice). EMI CD: 7 64180 2, EMI LP: RLS 714(2) mono.[11]:15806
- 11. Juni 1959 (live, konzertant aus Turin; CD-Tipp auf Klassika[12]): Vittorio Gui (Dirigent), Chor und Orchestra Sinfonica Nazionale della RAI Torino. Michel Sénéchal (Comte Ory), Raffaele Arië (Gouverneur), Cora Canne-Meijer (Isolier), Robert Massard (Raimbaud), Sári Barabás (Comtesse Adèle), Monica Sinclair (Ragonde), Jeannette Sinclair (Alice). Arkadia MP 458.2 (2 CD), Living Stage LS 4035130 (2 CD).[11]:15807
- 1988 (vollständig; Rezension bei Gramophone[10]): John Eliot Gardiner (Dirigent), Orchester und Chor der Opéra National de Lyon. John Aler (Comte Ory), Gilles Cachemaille (Gouverneur), Diana Montague (Isolier), Gino Quilico (Raimbaud), Sumi Jo (Comtesse Adèle), Raquel Pierotti (Ragonde), Maryse Castets (Alice). Philips CD: 422 406-2.[11]:15813
- Juli 2002 (live vom Festival Rossini in Wildbad; CD-Tipp auf Klassika[12]): Brad Cohen (Dirigent), Czech Philharmonic Chorus Brno, Czech Chamber Soloists Brno. Huw Rhys-Evans (Comte Ory), Wojtek Gierlach (Gouverneur), Luisa Islam-Ali-Zade (Isolier), Luca Salsi (Raimbaud), Linda Gerrard (Comtesse Adèle), Gloria Montanari (Ragonde), Sofia Solovity (Alice). Naxos 8.660207-08 (2 CD).[11]:15822
- August 2003 (live vom Rossini Opera Festival Pesaro; CD-Tipp auf Klassika[12]): Jesús López Cobos (Dirigent), Orchester des Teatro Comunale di Bologna, Prager Kammerchor. Juan Diego Flórez (Comte Ory), Alastair Miles (Gouverneur), Marie-Ange Todorovitch (Isolier), Bruno Praticò (Raimbaud), Stefania Bonfadelli (Comtesse Adèle), Marina de Liso (Ragonde), Rossella Bevacqua (Alice). DGG 477 502 (2 CD).[11]:15823
- 2012 (live aus dem Opernhaus Zürich, erste Aufnahme der Urtext-Fassung[13]; Rezension auf Gramophone: „As a staging of Le comte Ory, this is the best we have yet had on DVD“[14]): Tang Muhai (Dirigent), Moshe Leiser und Patrice Caurier (Inszenierung), Chor der Oper Zürich, Orchestra La Scintilla an der Oper Zürich. Javier Camarena (Comte Ory), Ugo Guagiardo (Gouverneur), Rebecca Olvera (Isolier), Oliver Widmer (Raimbaud), Cecilia Bartoli (Comtesse Adèle), Liliana Nikiteanu (Ragonde), Teresa Sedlmair (Alice). Decca 0440 074 3467 3 (DVD), Decca 0440 074 3468 0 (BR).[15]